# جان مونتيني
جان أوغست مونتيني ، ولد يوم 19 افريل 1892 في غريت ( كروز ) و توفي 17 اكتوبر 1970 في باريس ، و هاهو سياسي فرنسي ، و يعتبر ايضا نائب سارث في فترة ما بين الحربين العالميتين.